# Movimiento Libres del Sur

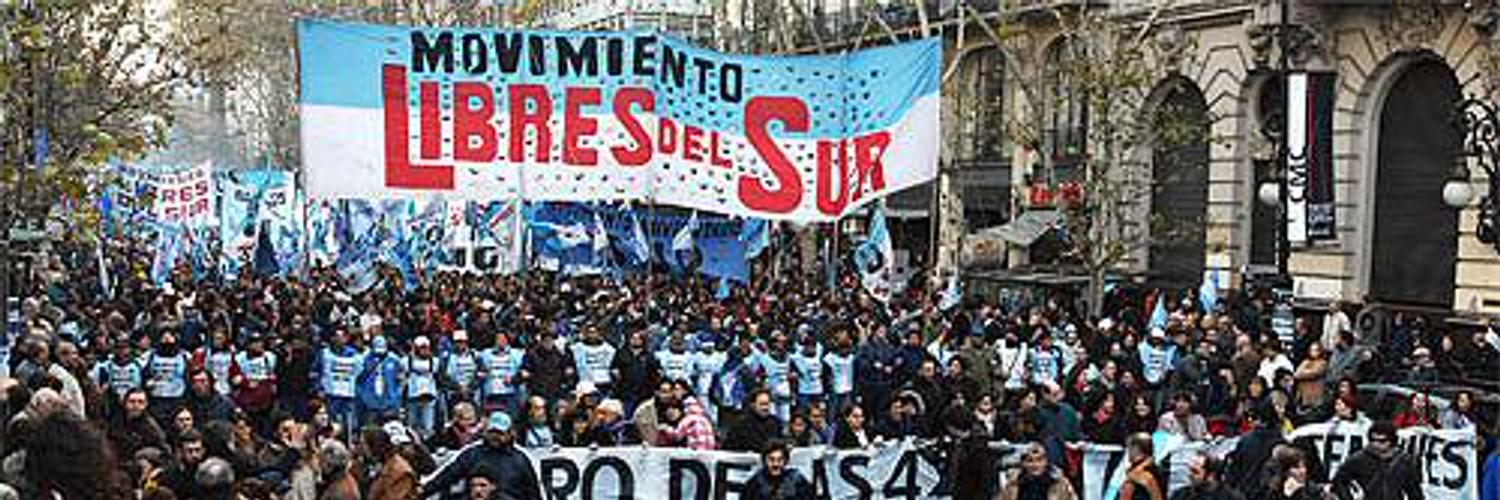
Movilización a favor de la Resolución 125 (2007)

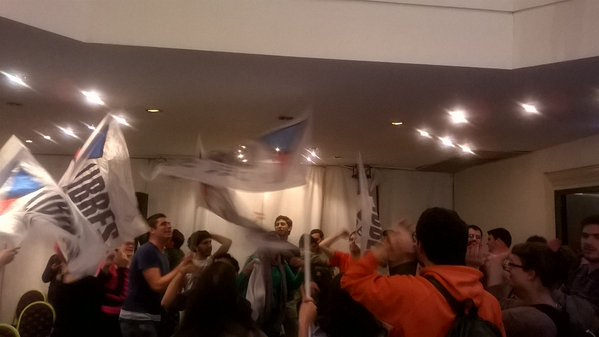
Búnker del partido en las elecciones generales argentinas del 25 de octubre de 2015.

El Movimiento Libres del Sur es un partido político argentino que se identifica con el nacionalismo de izquierda. Integrado por Movimiento Universitario SUR el Instituto de Investigación Social, Económica y Política Ciudadana (ISEPCi), el Frente Territorial y Mujeres de la Matria Latinoamericana (MuMaLa). Sus referentes nacionales son Humberto Tumini, Jorge Ceballos e Isaac Rudnik.

## Historia

### Orígenes
Tras la crisis de 2001, en Argentina se abre una nueva etapa “post-Menem”, en la cual asume el gobierno Néstor Kirchner. En ese contexto se funda el movimiento Libres del Sur el 27 de abril del 2006. Entre los espacios que le dieron origen se encuentra la Corriente Patria Libre, el Partido Comunista del Congreso Extraordinario y sectores del Frente Grande, como así también del peronismo con la Agrupación El Kadri y el Movimiento Justicia y Dignidad. En su declaración de principios se declaran como continuadores de las luchas populares que atravesaron la historia argentina, como la resistencia de los pueblos originarios al colonialismo, de la Independencia de España, de la gesta obrera y de la resistencia contra la última dictadura. Tras el llamado de Néstor Kirchner a conformar un frente transversal que reúna diversos sectores, que van desde el Partido Justicialista (PJ), tradicional sin una conducción representativa, al radicalismo, la izquierda y la centroizquierda; se integra al espacio del Frente para la Victoria con el objetivo de ser parte del ala centroizquierdista del frente.

### Elecciones de 2007 y alejamiento del Frente Para la Victoria en 2008

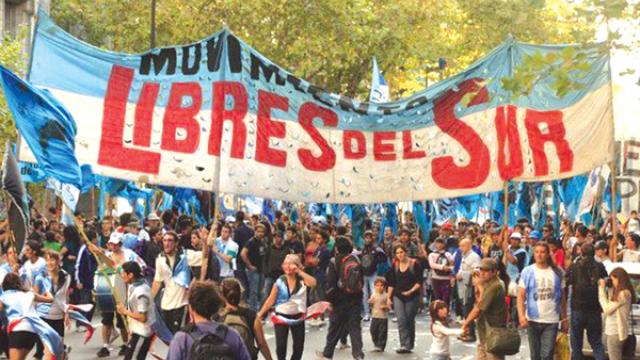
Movilización en la Ciudad de Buenos Aires.

En 2007 asume la diputada de Libres del Sur Victoria Donda, hija de José María Donda e Hilda Pérez, desaparecidos en la dictadura militar de 1976-1983 y nacida en el campo de detención y tortura de la ex Esma, siendo referente de la lucha por los derechos humanos y por el esclarecimiento y justicia por los crímenes de lesa humanidad cometidos durante la dictadura en Argentina.
Posteriormente, ante el análisis de pérdida de sentido progresista del Frente para la Victoria debido a la asunción de Néstor Kirchner a la presidencia del PJ y al apoyo que el mismo le dio a Daniel Scioli en la provincia de Buenos Aires en las elecciones, deciden retirarse del frente en 2008. El preponderante protagonismo dado al PJ dentro del FpV es entendido como un límite a la renovación política y escollo principal al avance progresista y reformador del modelo neoliberal trazado en el país. Posteriormente de movilizarse en apoyo y votar a favor de la Resolución 125, abandonan el FpV.
Libres del Sur comienza en esta época la estrategia de construir una fuerza opositora a la izquierda del gobierno, disputándole el rol opositor a los sectores conservadores que lo venían ocupando hasta entonces, como es el caso de Francisco de Narváez en la Provincia de Buenos Aires, y la Propuesta Republicana en la Ciudad de Buenos Aires. En este sentido conforma, en 2009, un frente con Pino Solanas y Proyecto Sur.

### Frente Amplio Progresista (2011) y UNEN (2013)
Posteriormente, a mediados del 2011, arma junto al Partido Gen, Partido Socialista, Unidad Popular y el Partido Nuevo de Córdoba el Frente Amplio Progresista, que en las elecciones presidenciales de 2011 obtuvo el segundo lugar con cerca del 17% de los votos, superando al radical Ricardo Alfonsín, que obtuvo el 11%, totalizando 3.700.000 votos en todo el país y convirtiéndose así en la principal fuerza opositora al Frente Para la Victoria.
Tras las elecciones de 2011 en la que obtienen el segundo lugar tras la victoria de Cristina Fernández de Kirchner, Victoria Donda asume nuevamente como diputada.
En 2013, y bajo la misma estrategia, Libres del Sur decide ampliar el frente progresista y conforma el Frente Amplio UNEN en la Ciudad de Buenos Aires junto a Proyecto Sur, al Partido Socialista, la UCR, el GEN, la Coalición Cívica y el Partido Socialista Auténtico. Así, obtienen el segundo lugar con el 32,23% de los votos, a muy poca distancia del Pro, que saca el 34,36% y dejando atrás al Fpv con el 21,59% de los votos.
En 2015, tras la decisión de la UCR y la Coalición Cívica de aliarse a la Propuesta Republicana, se rompe el frente UNEN por diferencias ideológicas. Libres del Sur formó parte del Frente Progresista junto con el GEN y el Partido Socialista, obteniendo Victoria Donda 166.726 votos, lo que representó el 8,53% en la Ciudad de Buenos Aires, permitiéndole renovar su representación parlamentaria.
Hacia las elecciones legislativas de 2017 Libres del Sur formó una alianza con el espacio del candidato transversal de centro Sergio Massa, denominado 1País. Ese nuevo frente se rompió en la distrito de Buenos Aires por ruptura de acuerdos entre las fuerzas que lo componen, pero se mantuvo en el resto del país. A la vez, mantiene el frente oficialista con la UCR en la provincia de Mendoza.

### Ruptura de 2018
En septiembre de 2018 se produjo una división interna cuando se discutió si Libres del Sur debía o no integrar un frente opositor a Cambiemos junto a Cristina Fernández de Kirchner. El sector encabezado por Tumini y Ceballos se oponía a un acuerdo de este tipo, mientras que otra fracción integrada por la diputada Donda y algunos dirigentes de Barrios de Pie de la Provincia de Buenos Aires y Cordoba se mostraban a favor. Estas diferencias llevaron a la ruptura del partido en septiembre de 2018.
En octubre de 2018, los sectores que se alejaron del partido formaron Somos. En las elecciones presidenciales de 2019 se presenta dentro del Frente de Todos, ocupando Donda un lugar en la lista de candidatos a Diputado Nacional por la ciudad de Buenos Aires.
En mayo de 2019, Humberto Tumini retiró su precandidatura presidencial para las elecciones primarias de agosto y el movimiento decidió apoyar la postulación del gobernador de la provincia de Salta, Juan Manuel Urtubey, dentro de Alternativa Federal. Posteriormente se anunció que Urtubey acompañaría a Roberto Lavagna en la fórmula presidencial de Consenso Federal, la cual terminaría 3ra en las elecciones de dicho año.

## Distritos
| Representación y posicionamiento provincial | Representación y posicionamiento provincial | Representación y posicionamiento provincial | Representación y posicionamiento provincial | Representación y posicionamiento provincial | Representación y posicionamiento provincial | Representación y posicionamiento provincial | Representación y posicionamiento provincial | Representación y posicionamiento provincial | Representación y posicionamiento provincial | Representación y posicionamiento provincial | Representación y posicionamiento provincial | Representación y posicionamiento provincial |
| Provincia                                   | Alianza distrital                           | Alianza distrital                           | Legisladores nacionales                     | Legisladores nacionales                     | Alianza provincial                          | Alianza provincial                          | Legisladores provinciales                   | Legisladores provinciales                   | Situación                                   | Legisladores                                | Afiliados (2024)                            | Afiliados (2024)                            |
| Provincia                                   | Alianza distrital                           | Alianza distrital                           | Diputados                                   | Senadores                                   | Alianza provincial                          | Alianza provincial                          | Diputados                                   | Senadores                                   | Situación                                   | Legisladores                                | Registrados                                 | %                                           |
| ------------------------------------------- | ------------------------------------------- | ------------------------------------------- | ------------------------------------------- | ------------------------------------------- | ------------------------------------------- | ------------------------------------------- | ------------------------------------------- | ------------------------------------------- | ------------------------------------------- | ------------------------------------------- | ------------------------------------------- | ------------------------------------------- |
| Buenos Aires                                |                                             | FAD                                         | 0/70                                        | 0/3                                         |                                             | FAD                                         | 0/92                                        | 0/46                                        | Oposición                                   | Sinrepresentación                           | 30.807                                      | 28,35%                                      |
| CABA                                        |                                             |                                             | 0/25                                        | 0/3                                         |                                             |                                             | 0/60                                        |                                             | Sin personería                              | Sinrepresentación                           |                                             |                                             |
| Catamarca                                   |                                             |                                             | 0/5                                         | 0/3                                         |                                             |                                             | 0/41                                        | 0/16                                        | Oposición                                   | Sinrepresentación                           | 1.444                                       | 1,33%                                       |
| Chaco                                       |                                             | UP                                          | 0/7                                         | 0/3                                         |                                             | UP                                          | 0/32                                        |                                             | Apoyo                                       | Sinrepresentación                           | 15.419                                      | 14,19%                                      |
| Chubut                                      |                                             |                                             | 0/5                                         | 0/3                                         |                                             |                                             | 0/27                                        |                                             | Sin personería                              | Sinrepresentación                           |                                             |                                             |
| Córdoba                                     |                                             |                                             | 0/18                                        | 0/3                                         |                                             | HUxC                                        | 0/70                                        |                                             | Sin personería                              | Sinrepresentación                           |                                             |                                             |
| Corrientes                                  |                                             |                                             | 0/7                                         | 0/3                                         |                                             |                                             | 0/30                                        | 0/15                                        | Oposición                                   | Sinrepresentación                           | 3.753                                       | 3,45%                                       |
| Entre Ríos                                  |                                             |                                             | 0/9                                         | 0/3                                         |                                             |                                             | 0/34                                        | 0/17                                        | Sin personería                              | Sinrepresentación                           |                                             |                                             |
| Formosa                                     |                                             |                                             | 0/5                                         | 0/3                                         |                                             | FAF                                         | 0/30                                        |                                             | Oposición                                   | Sinrepresentación                           | 4.234                                       | 3,90%                                       |
| Jujuy                                       |                                             |                                             | 0/6                                         | 0/3                                         |                                             |                                             | 0/48                                        |                                             | Sin personería                              | Sinrepresentación                           |                                             |                                             |
| La Pampa                                    |                                             |                                             | 0/5                                         | 0/3                                         |                                             |                                             | 0/30                                        |                                             | Sin personería                              | Sinrepresentación                           |                                             |                                             |
| La Rioja                                    |                                             |                                             | 0/5                                         | 0/3                                         |                                             |                                             | 0/36                                        |                                             | Sin personería                              | Sinrepresentación                           |                                             |                                             |
| Mendoza                                     |                                             |                                             | 0/10                                        | 0/3                                         |                                             | FCM                                         | 0/48                                        | 0/38                                        | Apoyo                                       | Sinrepresentación                           | 6.323                                       | 5,82%                                       |
| Misiones                                    |                                             |                                             | 0/7                                         | 0/3                                         |                                             |                                             | 0/40                                        |                                             | Sin personería                              | Sinrepresentación                           |                                             |                                             |
| Neuquén                                     |                                             |                                             | 0/5                                         | 0/3                                         |                                             |                                             | 0/35                                        |                                             | Oposición                                   | Sinrepresentación                           | 2.729                                       | 2,51%                                       |
| Río Negro                                   |                                             |                                             | 0/5                                         | 0/3                                         |                                             |                                             | 0/46                                        |                                             | Sin personería                              | Sinrepresentación                           |                                             |                                             |
| Salta                                       |                                             |                                             | 0/7                                         | 0/3                                         |                                             | VS                                          | 1/60                                        | 0/23                                        | Apoyo                                       | Ver legisladores: - Juan Ignacio Canessa    | 7.562                                       | 6,96%                                       |
| San Juan                                    |                                             |                                             | 0/6                                         | 0/3                                         |                                             | UP                                          | 0/36                                        |                                             | Apoyo                                       | Sinrepresentación                           | 4.532                                       | 4,17%                                       |
| San Luis                                    |                                             |                                             | 0/5                                         | 0/3                                         |                                             |                                             | 0/43                                        | 0/9                                         | Oposición                                   | Sinrepresentación                           | 2.115                                       | 1,95%                                       |
| Santa Cruz                                  |                                             |                                             | 0/5                                         | 0/3                                         |                                             |                                             | 0/24                                        |                                             | Sin personería                              | Sinrepresentación                           |                                             |                                             |
| Santa Fe                                    |                                             | FAS                                         | 0/19                                        | 0/3                                         |                                             | FAS                                         | 0/50                                        | 0/19                                        | Oposición                                   | Sinrepresentación                           | 4.895                                       | 4,50%                                       |
| Santiago del Estero                         |                                             |                                             | 0/7                                         | 0/3                                         |                                             | FRyP                                        | 0/40                                        |                                             | Oposición                                   | Sinrepresentación                           | 13.373                                      | 12,31%                                      |
| Tierra del Fuego                            |                                             |                                             | 0/5                                         | 0/3                                         |                                             |                                             | 0/15                                        |                                             | Sin personería                              | Sinrepresentación                           |                                             |                                             |
| Tucumán                                     |                                             |                                             | 0/9                                         | 0/3                                         |                                             | FAT                                         | 1/49                                        |                                             | Apoyo                                       | Ver legisladores: - Federico Augusto Masso  | 11.487                                      | 10,57%                                      |
| TOTAL                                       |                                             |                                             | 0/257                                       | 0/72                                        |                                             |                                             | 2/1016                                      | 1/183                                       | 13 Distritos                                |                                             | 108.673                                     | 1,37%                                       |

## Resultados electorales

### Elecciones presidenciales
|  | 45,29 % |

|  | 10,18 % |

|  | 16,81 % |

|  | 3,47 % |

|  | 2,51 % |

|  | 8,15 % |

|  | 6,14 % |

|  | 0,65 % |

### Elecciones a la cámara de diputados
|  | 21,26 % |

|  | 2,96 % |

|  | 12,46 % |

|  | 12,13 % |

|  | 4,48 % |

|  | 8,22 % |

|  | 4,80 % |

|  | 7,32 % |

|  | 0,17 % |

### Elecciones al senado
|  | 9,59 % |

|  | 2,07 % |

|  | 10,90 % |

|  | 15,81 % |

|  | 8,55 % |

|  | 10,12 % |

|  | 4,67 % |

|  | 12,37 % |